# Mats Benesch
Mats Olof Benesch, ursprungligen Andersson, född 2 februari 1966 i Strömsund, är en svensk journalist som för närvarande arbetar på Sveriges Television.
Benesch inledde sin mediakarriär på Napa Radio, Ayia Napa, Cypern. Sedan inledningen på 1990-talet har Benesch arbetat på Sveriges Radio, TV4, TV8 och sedan 2002 på Sveriges Television. På SVT har han bland annat arbetat som researcher och redaktör för Gomorron Sverige och programledare för Rapport. Sedan hösten 2007 är Benesch programledare för Eftersnack ABC , en regional talshow över Stockholms och Uppsala län.
Benesch återvände 2010 till Gomorron Sverige där han blev redaktör för programmets förmiddagssatsning.